# Бабаево (Владимирская область)
Баба́ево — село в Собинском районе Владимирской области России, входит в состав Воршинского сельского поселения.

## География
Село расположено на автодороге Р75 Колокша — Верхние Дворики в 8 км на север от центра поселения села Ворша и в 18 км на северо-восток от райцентра города Собинка.

## История
По книгам патриаршего казенного приказа церковь во имя Архистратига Божия Михаила каменная, построена в 1683 году усердием владельца села Дмитрия Никитича Наумова. При новоустроенной церкви: «двор попов, двор дьячков, двор пономарев, двор просфорницы, двор вотчинников и 15 дворов крестьянских». В 1821 году усердием прихожан пристроена к церкви каменная колокольня. В 1836 году усердием тех же прихожан построена теплая трапезная церковь - в честь святого Георгия Победоносца, а в 1883 году в ней сделан придел в честь Преображения Господня. Церковь и колокольня обнесены оградой. Церкви принадлежал одноэтажный дом, крытый железом, построенный прихожанами в 1880 году в черте церковной ограды. В нем помещалась церковно-приходская школа с квартирой для учителя. Приход состоит из села и деревень: Чижово, Загорье, Юрино,Соколово и Антипово. Всех дворов в приходе 267, душ мужского пола 705, женского 747.
В конце XIX — начале XX века село являлось центром Кузнецовской волости Владимирского уезда.
С 1929 года село являлось центром Бабаевского сельсовета Ставровского района, с 1932 года — в составе Карачаровского сельсовета Собинского района, с 1945 года вновь в Ставровском районе, с 1954 года — центр Бабаевского сельсовета, с 1965 года — в составе Собинского района, с 2005 года — в составе Воршинского сельского поселения.

## Население
| 1859 | 1905 | 1926 | 2002 | 2010 | 2021 |
| ---- | ---- | ---- | ---- | ---- | ---- |
| 589  | ↗691 | ↘354 | ↗620 | ↘604 | ↘548 |

## Инфраструктура
В селе расположены Бабаевская основная общеобразовательная школа (открыта в 1995 году), детский сад № 10 «Теремок», отделение почтовой связи 601214, сельхозпредприятие СПК «Бабаево».

## Достопримечательности
В селе находится приходская церковь Михаила Архангела Собинского благочиния Владимирской епархии Русской православной церкви; здание построено в 1683—1836 годах.